# 池田和美
池田 和美（いけだ かずみ）は、日本の女性アニメーター、キャラクターデザイナー。京都アニメーション取締役。及び株式会社アニメーションドゥウ元取締役。

## 来歴・人物
京都アニメーションに入社後、京都アニメーション大阪スタジオがアニメーションDo（現：京都アニメーションアニメーションドゥウ事業部）に分社されるに伴い移籍。
Key作品のTVアニメでは『Kanon』（第2作）に引き続き『CLANNAD』でもキャラクターデザイン・総作画監督を担当している。
2019年の放火事件で亡くなった池田晶子との血縁関係はない。

## 参加作品

### テレビアニメ
1995年
- ふしぎ遊戯（原画）

1996年
- ドラえもん（原画）
- 赤ちゃんと僕（1996年 - 1997年、作画監督・原画）

1997年
- はいぱーぽりす（作画監督・原画・OP原画）
- ポケットモンスター（1997年 - 2002年、作画監督）

1998年
- 魔法のステージファンシーララ（作画監督）

1999年
- 天使になるもんっ!（作画監督）
- パワーストーン（作画監督・原画）
- 週刊ストーリーランド（1999年 - 2001年、作画監督）

2000年
- ゲートキーパーズ（作画監督）
- 犬夜叉（2000年 - 2004年、原画）

2001年
- SAMURAI GIRL リアルバウトハイスクール（原画）
- ジャングルはいつもハレのちグゥ（作画監督・原画）
- 地球防衛家族（作画監督）
- 旋風の用心棒（2001年 - 2002年、作画監督）

2002年
- あたしンち（2002年 - 2004年頃まで、原画）

2003年
- フルメタル・パニック? ふもっふ（作画監督・原画・OP原画）

2005年
- AIR（作画監督・原画・OP原画）
- フルメタル・パニック! The Second Raid（作画監督・原画）

2006年
- 涼宮ハルヒの憂鬱（作画監督）
- Kanon（2006年 - 2007年、キャラクターデザイン・総作画監督・作画監督・OP作監・ED作監原画）

2007年
- らき☆すた（作画監督・原画・OP原画）
- CLANNAD（2007年 - 2008年、キャラクターデザイン・総作画監督・作画監督・OP作監）

2008年
- CLANNAD 〜AFTER STORY〜（2008年 - 2009年、キャラクターデザイン・総作画監督・作画監督・OPED作監）

2009年
- 空を見上げる少女の瞳に映る世界（作画監督補佐）
- けいおん!（作画監督・原画）

2010年
- けいおん!!（作画監督・原画・OP原画）

2011年
- 日常（作画監督・原画・OP原画）

2012年
- 氷菓（作画監督・作画監督補佐・原画・OP原画・OP2原画）
- 中二病でも恋がしたい！（キャラクターデザイン・総作画監督・原画・OPED作監）

2013年
- たまこまーけっと（作画監督・原画）
- Free!（作画監督補佐・原画）

2014年
- 中二病でも恋がしたい!戀（キャラクターデザイン・総作画監督・作画監督・原画・OPED作監）
- 甘城ブリリアントパーク（作画監督）

2015年
- 響け!ユーフォニアム（作画監督・原画）

2016年
- 無彩限のファントム・ワールド（キャラクターデザイン・総作画監督）
- 響け!ユーフォニアム2（作画監督）

2017年
- 小林さんちのメイドラゴン（作画監督）

2018年
- ヴァイオレット・エヴァーガーデン（作画監督）
- ツルネ -風舞高校弓道部-（2018年 - 2019年、作画監督）

2024年
- 響け!ユーフォニアム3（キャラクターデザイン（池田晶子と共同）・総作画監督）

2025年
- CITY THE ANIMATION（作画監督）

### 劇場アニメ
1995年
- クレヨンしんちゃん 雲黒斎の野望（動画）

1996年
- 新きまぐれオレンジ☆ロード capricious orange road そして、あの夏のはじまり（原画）

2000年
- 劇場版ポケットモンスター 結晶塔の帝王 ENTEI（作画監督）
- ドラえもん のび太の太陽王伝説（原画）

2002年
- 劇場版ポケットモンスター 水の都の護神 ラティアスとラティオス（作画監督）
- ドラえもん のび太とロボット王国（原画）

2003年
- ドラえもん のび太とふしぎ風使い（原画）

2004年
- クレヨンしんちゃん 嵐を呼ぶ!夕陽のカスカベボーイズ（原画）

2010年
- 涼宮ハルヒの消失（作画監督・原画）

2011年
- 映画けいおん!（作画監督・原画）

2016年
- 映画 聲の形（作画監督）

2018年
- 映画 中二病でも恋がしたい! -Take On Me-（キャラクターデザイン）
- リズと青い鳥（作画監督）

2019年
- 劇場版 響け！ユーフォニアム〜誓いのフィナーレ〜（作画監督）
- ヴァイオレット・エヴァーガーデン 外伝 - 永遠と自動手記人形 -（作画監督）

2020年
- 劇場版 ヴァイオレット・エヴァーガーデン（作画監督）

2023年
- 特別編 響け！ユーフォニアム〜アンサンブルコンテスト〜（総作画監督）

### OVA
1997年
- サクラ大戦 桜華絢爛（1997年 - 1998年、原画）

2002年
- ジャングルはいつもハレのちグゥ デラックス（作画監督）

2003年
- ジャングルはいつもハレのちグゥ FINAL（2003年 - 2004年、作画監督）

2005年
- MUNTO〜時の壁を越えて〜（原画）

### ゲーム
1998年
- Dancing Blade かってに桃天使!（原画）

1999年
- Dancing Blade かってに桃天使!II 〜Tears of Eden〜（キャラクターデザイン（武本康弘・石田敦子と共同）・作画監督・原画）